# 條紋兔脂鯉
條紋兔脂鯉（学名：Leporinus striatus），為輻鰭魚綱脂鯉目脂鯉亞目上口脂鯉科的其中一個種，其种加词“striatus”意为“有条纹的”。分布於南美洲巴拉圭河及巴拉那河流域，在玻利维亚、哥伦比亚、厄瓜多尔、巴拉圭及委内瑞拉等国境内。體長可達25公分，棲息在水流快速的溪流，以植物為食，生活習性不明，可作為觀賞魚。
草食性，喜欢吃蔬菜、水果、莴苣、水芥子。